# 民族自治党
民族自治党（PAN，或译作国家自治党）是阿根廷一个保守自由主義政党，在1874年至1916年期间有着显赫的影响力，现代史学将那个时期称为保守共和国。民族自治党由阿道弗·阿尔西纳领导的自治党和尼古拉斯·阿韦利亚内达领导的民族党与1874年3月15日合并创立而成。
民族自治党候选人在1874年至1910年间举行的所有总统选举中获胜。而这一时期恰逢农业出口模式框架内的强劲经济扩张和联邦国家机构的巩固。

## 历史

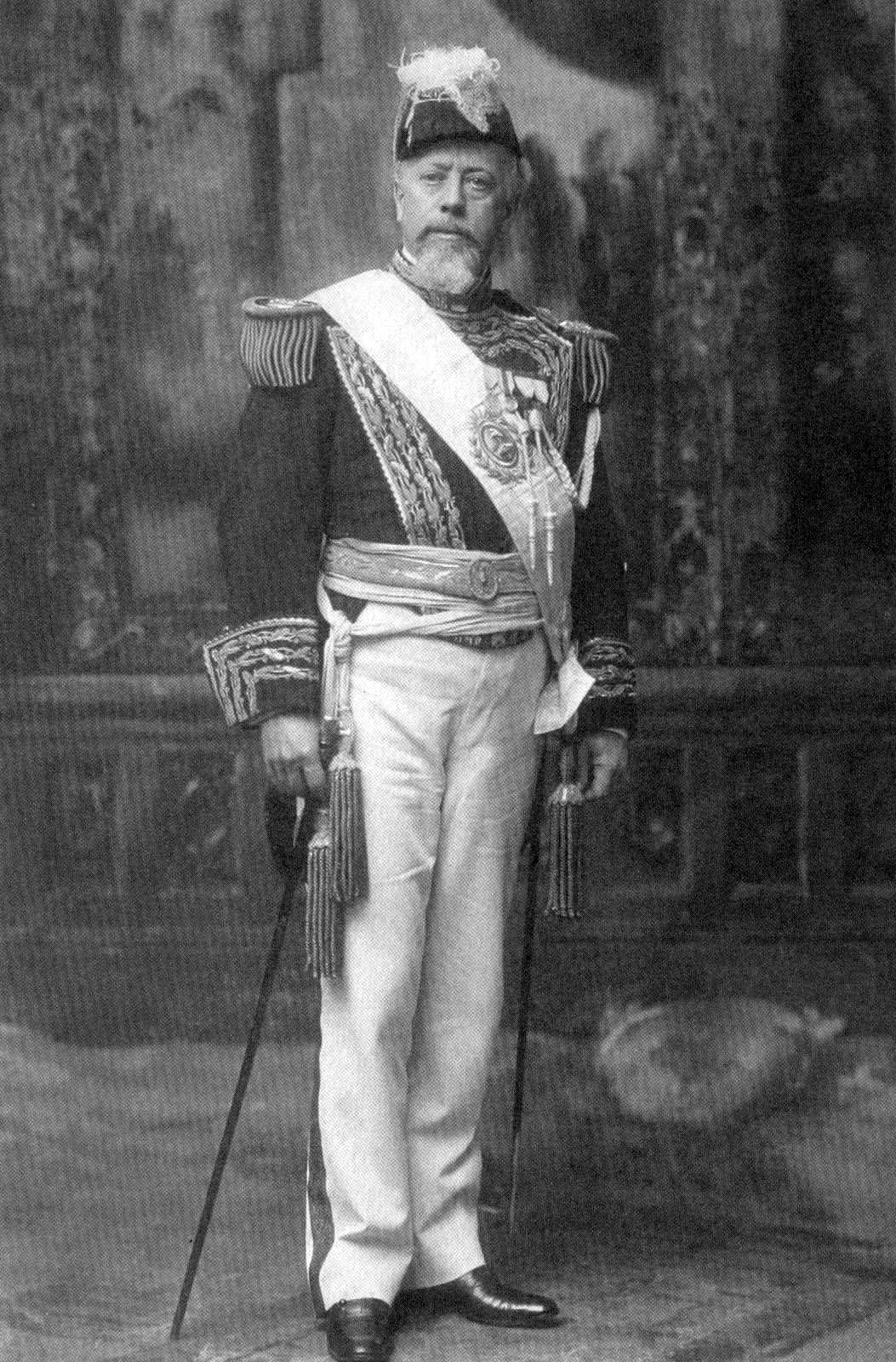
胡利奥·阿根蒂诺·罗卡，民族自治党的主要人物。

随着1874年的阿韦利亚内达选举胜利，和自治党与民族党的合并，阿根廷历史进入到民族自治党时期。由于强烈的实证主义倾向和深厚的自由主义信条，他们通过农产品出口模式和阿根廷机构现代化促进经济自由，并推向全国，例如义务、世俗和普及的教育。
尽管他们的允许言論自由，但由于寡头政治做法、操控选举、侍從主義、缺乏政治自由等，他们作为“保守派”载入史册。
在1890年革命之后，民族自治党内部出现对党的国家领导的不满意而形成的现代化路线，试图打击政治制度中确立的選舉舞弊现象。尽管这一潮流最初失败了，但在20世纪初，对所谓的协议政治（Política del Acuerdo），尤其是罗卡将军的，反对声浪成倍增加。反对声音中就有罗克·萨恩斯·佩尼亚、卡洛斯·佩列格里尼、何塞·菲格罗亚·阿尔科塔、因达莱西奥·戈麦斯、拉蒙·J·卡尔卡诺、弗朗西斯科·贝尔纳韦·马德罗等。
这些团体的联盟，以国民联合的名义参选，并获得1910年中罗克·萨恩斯·佩尼亚胜利。在佩尼亚的推动下，第8,871法《萨恩斯·佩尼亚法》，又称《大选法》，于1912年2月10日颁布。该法在永久选民名册的基础上，为所有18岁以上、原籍和归化的阿根廷男性建立普遍、匿名和强制选举权。
第一次省级自由选举于1912年在圣菲省举行。根据该法律举行的第一次全国选举是1916年的选举。双方都支持主要反对党激进公民联盟，这是因为在1890年公园革命后二十年维持永久弃权。
萨恩斯·佩尼亚就职后，民族自治党尽管分裂出民主進步黨，但还是以不同的名称存在。1916年选举失利后，民族自治党逐渐解散，甚至一度没有全国性的保守党，仅留下部分省级保守党。
民族自治党分裂为多个省级政党：
- 联邦首都民主党（西班牙语：Partido Demócrata de la Capital Federal）
- 布宜诺斯艾利斯保守党（西班牙语：Partido Demócrata de Buenos Aires）
- 科尔多瓦民主党（西班牙语：Partido Demócrata de Córdoba）
- 门多萨民主党（西班牙语：Partido Demócrata de Mendoza）
- 恩特雷里奥斯民主党（西班牙语：Partido Demócrata de Entre Ríos）
- 自由民主党（西班牙语：Partido Demócrata de San Luis）（圣路易斯省）
- 科连特斯自治党（西班牙语：Partido Autonomista de Corrientes）

2019年初，选举司法系统授予一系列自称“自治党”的省级团体国家级法律主體。其中最为活跃的是科连特斯自治党，他们以国家自治党（Partido Autonomista Nacional）名义出现在公众视野，并参加2019年阿根廷初选，仅斩获0.13%的票数，名列倒数第一。

## 主席
- 尼古拉斯·阿韦利亚内达（1874年）
- 胡利奥·阿根蒂诺·罗卡（1880年）
- 米格尔·胡亚雷斯·塞尔曼（1886年）；1890年由卡洛斯·佩列格里尼接任
- 路易斯·萨恩斯·佩尼亚（1892年）；1895年由何塞·埃瓦里斯托·乌里武鲁接任
- 胡利奥·阿根蒂诺·罗卡（1898年，第二次）
- 曼努埃尔·金塔纳（1904年）；1906年由何塞·埃瓦里斯托·乌里武鲁接任
- 罗克·萨恩斯·佩尼亚（1910年）；1914年由维克托里诺·德拉普拉萨接任，同时也是最后的主席

## 总统选举
|  | 64.73 % |

|  | 68.89 % |

|  | 78.87 % |

|  | 95.02 % |

|  | 85.16 % |

|  | 81.36 % |

|  | 99.60 % |

|  | 21.57 % |

|  | 23.00 % |

|  | 14.94 % |

|  | 16.49 % |

|  | 11.93 % |

|  | 34.04 % |